# Seimatosporium caninum
Seimatosporium caninum är en svampart som först beskrevs av Brunaud, och fick sitt nu gällande namn av B. Sutton 1975. Seimatosporium caninum ingår i släktet Seimatosporium och familjen Amphisphaeriaceae.   Inga underarter finns listade i Catalogue of Life.